# Watkowo
Watkowo – wieś w Polsce położona w województwie mazowieckim, w powiecie ciechanowskim, w gminie Gołymin-Ośrodek.
| SIMC    | Nazwa           | Rodzaj    |
| ------- | --------------- | --------- |
| 1054009 | Watkowo-Kolonia | część wsi |

## Historia
W 1240 roku zanotowano w księgach zaistnienie miejscowości o nazwie Watkowo. Przyjęła swą nazwę od imienia Rozvad – Wadek – najprawdopodobniej rycerza, któremu z chwilą pasowania nadano ziemię i nobilitowano do stanu szlacheckiego. Nowo założona osada przetrwała wielokrotne najazdy Prusów, Litwinów, Rusinów. Chłopi byli pociągani do różnorakich wojskowych służb pomocniczych jak budowa czy naprawa grodów, dostarczanie podwód i środków transportu.
Na początku lat 20. XX wieku powstała jednoklasowa Szkoła Powszechna w Watkowie z siedzibą w Watkowskim dworze. Dworem był drewniany, pofolwarczny budynek. Szkoła w Watkowie była jedną z kilku na terenie gołymińskiej parafii i gminy, które powołano w odradzającej się Rzeczypospolitej Polskiej po I wojnie światowej. Uczniami szkoły były jedynie dzieci z Watkowa. W jednej klasie uczyły się dzieci w różnym wieku. Mimo protestów mieszkańców wsi szkołę zlikwidowano w 1927 lub 1928 roku. Ziemia i dawna szkoła stała się gruntem Państwowego Funduszu Ziemi, a później własnością gminy Gołymin. Obecnie na tej działce znajduje się świetlica wiejska.
W latach 1975–1998 miejscowość administracyjnie należała do województwa ciechanowskiego.
W Watkowie urodziła się Lucyna Janikowa ps. Bogna, zd. Giler (1921–2022) – żołnierz NSZ-AK, nauczycielka, pisarka, działaczka społeczna.